# Neue Synagoge (Velké Meziříčí)

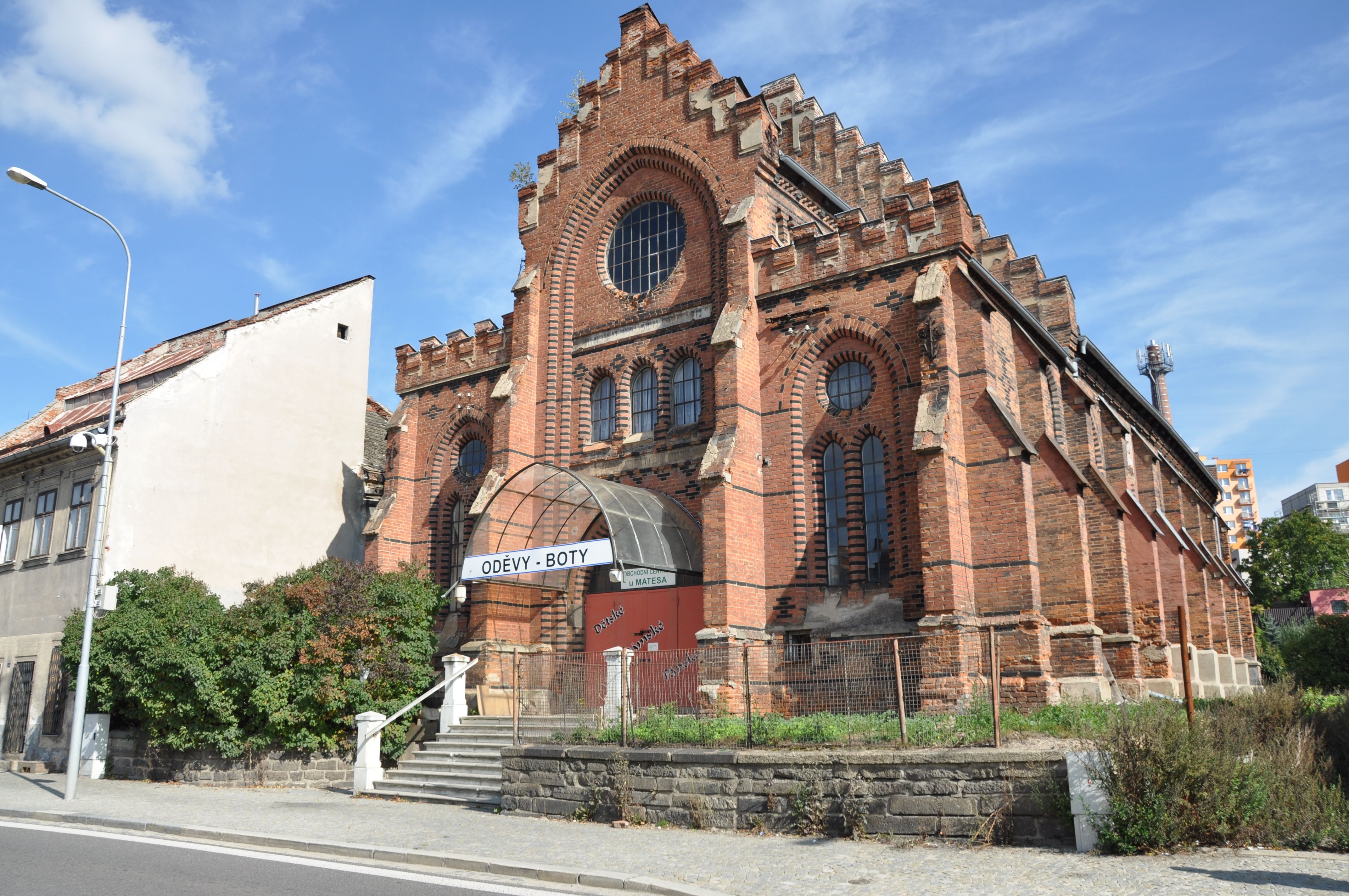
Neue Synagoge in Velké Meziříčí

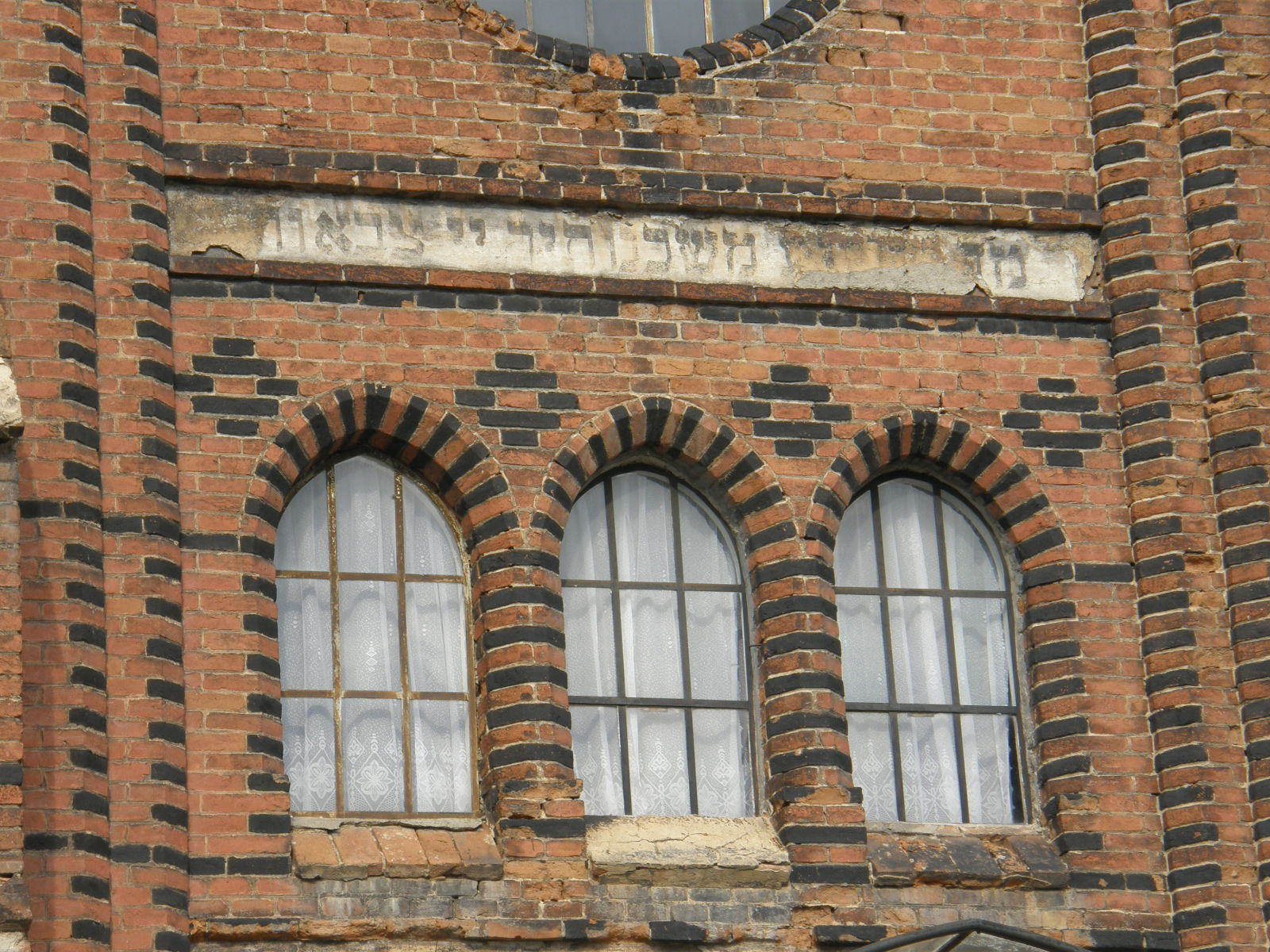
Fassade mit Inschrift

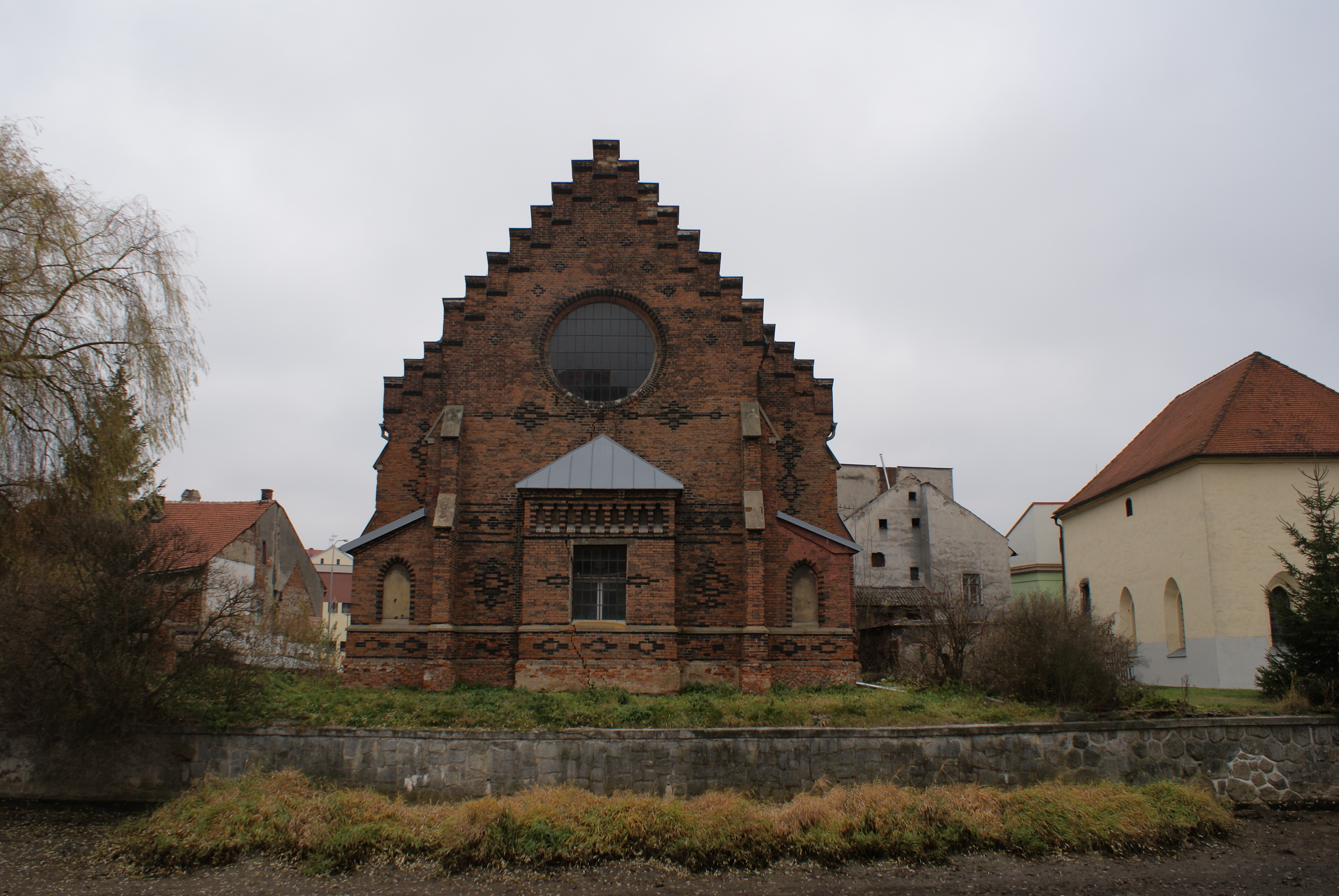
Rückseite der Synagoge

Die Neue Synagoge in Velké Meziříčí (deutsch Groß Meseritsch), einer Stadt im Okres Žďár nad Sázavou in Tschechien, wurde 1868 bis 1870 in unmittelbarer Nähe der Alten Synagoge errichtet. Die profanierte Synagoge in der Straße Novosady ist seit 1999 ein geschütztes Kulturdenkmal.

## Geschichte
Die Synagoge im Stil der Neugotik wurde nach Plänen des Architekten August Prokop (1838–1915) erbaut.
Die Synagoge wurde bis zum Jahre 1940 genutzt und dann von den deutschen Besatzern beschädigt. Ab 1943 diente sie als Lager der Wehrmacht. Seit dem Ende des Zweiten Weltkrieges bis in die 1990er Jahre wurde sie weiterhin als Lager genutzt.